# Мазијери ди Сото (Виченца)
Мазијери ди Сото је насеље у Италији у округу Виченца, региону Венето.
Према процени из 2011. у насељу је живело 80 становника. Насеље се налази на надморској висини од 140 м.